# Caja3
El Banco Grupo Cajatrés, S.A.U., más conocido como Caja3, fue una entidad financiera española con sede en Zaragoza que se creó en 2011 a partir de la integración de la actividad financiera de las entidades Caja Inmaculada (CAI) de Zaragoza, Caja Círculo de Burgos y Caja de Badajoz mediante un sistema institucional de protección (SIP). El 25 de julio de 2013, Ibercaja Banco adquirió el 100% de Caja3 arrancando así la segunda fase de la integración en la que convivieron transitoriamente las dos entidades Dicha integración culminó el 1 de octubre de 2014 con la fusión por absorción de Caja3 por Ibercaja Banco.
En las oficinas de Caja3, se mantuvieron las marcas comerciales de las cajas fundadoras (Caja Inmaculada (CAI), Caja Círculo y Caja de Badajoz). Tras la adquisición de Caja3 por Ibercaja Banco en 2013, la imagen corporativa del grupo Ibercaja se añadió a las oficinas de Caja3. Varios años más tarde, se unificó la imagen de todas las oficinas con la marca "Ibercaja".

## Historia
El 22 de diciembre de 2010, se constituyó Caja3 mediante escritura pública. Lo hizo a partir de la integración de la actividad financiera de las cajas de ahorros Caja Inmaculada (CAI) (Zaragoza), Caja Círculo (Burgos) y Caja de Badajoz. Dicha integración se produjo mediante un sistema institucional de protección (SIP), fórmula conocida popularmente como fusión fría.
El 1 de enero de 2011, comenzó a operar.
El 1 de marzo de 2012, la entidad anunció su fusión con Ibercaja Banco.
El 29 de mayo de 2012, aprobó su fusión con Ibercaja Banco y Liberbank. De esta forma nacería la séptima entidad financiera española. Sin embargo, dicha fusión se canceló en octubre de 2012 como resultado del test de estrés de Oliver Wyman y las exigencias de capital que Liberbank mostraba en los escenarios de dicho documento.
El 29 de noviembre de 2012, los consejos de administración de Ibercaja Banco y Caja3 acordaron la integración de ambas entidades mediante un proceso de adquisición de Caja 3 por Ibercaja Banco. Se acordó que el nombre de la entidad sería el de la adquirente, Ibercaja Banco, y el domicilio social estaría en Zaragoza.
El 20 de diciembre de 2012, se produjo el visto bueno de Bruselas a los programas de los bancos no nacionalizados pero que necesitaban ayuda pública (BMN, Liberbank, Caja3 y CEISS).
En el caso de Caja3, se integraría completamente en Ibercaja Banco. A cambio, recibió 407 millones de euros de Bruselas, mediante convertibles contingentes ('cocos'). Caja3 dejaría de existir como entidad independiente.
El 23 de mayo de 2013, Ibercaja Banco y Caja3 firmaron su acuerdo de integración, consistente en un proceso de canje de acciones y posterior fusión por absorción de Caja3 por Ibercaja Banco, una vez que se hubiera culminado la gestión de instrumentos financieros híbridos por parte de Caja3 y se hubieran obtenido las autorizaciones correspondientes.
El 25 de julio de 2013, Ibercaja Banco adquirió el 100% de Caja3 arrancando así la segunda fase de la integración en la que convivieron transitoriamente las dos entidades. Ibercaja Banco quedó participado en un 87,8% por la caja de ahorros fundadora y en un 12,2% por las tres cajas accionistas de Caja3. Dicha integración culminó el 1 de octubre de 2014 con la fusión por absorción de Caja3 por Ibercaja Banco. Entre los días 18 y 19 de octubre de 2014 se culminó la integración tecnológica.

## Accionariado
El 25 de julio de 2013, Ibercaja Banco adquirió el 100% de Caja3.
Antes de esta adquisición, el accionariado de Caja3 estaba compuesto por las tres cajas de ahorros fundadoras:
| Accionista            | Capital |
| --------------------- | ------- |
| Caja Inmaculada (CAI) | 39,75%  |
| Caja de Badajoz       | 32,00%  |
| Caja Círculo          | 28,25%  |

Inicialmente, los porcentajes eran 41,25%, 29,00% y 29,75% respectivamente.

## Red de oficinas
A 31 de diciembre de 2013, Caja3 disponía de 391 oficinas en 15 provincias españolas y Portugal. Esa misma fecha, su plantilla estaba compuesta por 2.043 empleados.
En las oficinas de Caja3, se mantuvieron las marcas comerciales de las cajas fundadoras (Caja Inmaculada (CAI), Caja Círculo y Caja de Badajoz). Tras la adquisición de Caja3 por Ibercaja Banco en 2013, la imagen corporativa del grupo Ibercaja se añadió a las oficinas de Caja3. Varios años más tarde, se unificó la imagen de todas las oficinas con la marca "Ibercaja".